# Căbești (okręg Hunedoara)
Căbești – wieś w Rumunii, w okręgu Hunedoara, w gminie Brănișca. W 2011 roku liczyła 19 mieszkańców.